# María Pérez Fernández
María Pérez Fernández (Gijón, 28 marzo 1987) è una calciatrice spagnola, di ruolo centrocampista.

## Statistiche

### Presenze e reti nei club
Aggiornato al 10 luglio 2014.
| Stagione        | Squadra          | Campionato       | Campionato | Campionato | Coppe nazionali | Coppe nazionali | Coppe nazionali | Coppe continentale | Coppe continentale | Coppe continentale | Altre coppe | Altre coppe | Altre coppe | Totale | Totale |
| Stagione        | Squadra          | Comp             | Pres       | Reti       | Comp            | Pres            | Reti            | Comp               | Pres               | Reti               | Comp        | Pres        | Reti        | Pres   | Reti   |
| --------------- | ---------------- | ---------------- | ---------- | ---------- | --------------- | --------------- | --------------- | ------------------ | ------------------ | ------------------ | ----------- | ----------- | ----------- | ------ | ------ |
| 2008-2009       | Levante          | Superliga        | 28         | 15         | CS              | 2               | 2               | UWCL               | ?                  | ?                  | -           | -           | -           | 30     | 17     |
| 2009-2010       | Levante          | Superliga        | 26         | 3          | CS              | 4               | 3               | -                  | -                  | -                  | -           | -           | -           | 30     | 6      |
| 2010-2011       | Prainsa Zaragoza | PD               | 22         | 6          | CS              | 2               | 0               | -                  | -                  | -                  | -           | -           | -           | 24     | 6      |
| 2011            | Þór/KA           | Ú                | 7          | 3          | -               | -               | -               | -                  | -                  | -                  | -           | -           | -           | 7      | 3      |
| 2011-2012       | Levante          | Primera División | 1          | 0          | CS              | 0               | 0               | -                  | -                  | -                  | -           | -           | -           | 1      | 0      |
| 2012-2013       | Levante          | Primera División | 29         | 7          | CS              | 4               | 0               | -                  | -                  | -                  | -           | -           | -           | 33     | 7      |
| 2013-2014       | Levante          | Primera División | 26         | 2          | CS              | 4               | 1               | -                  | -                  | -                  | -           | -           | -           | 30     | 3      |
| Totale Levante  | Totale Levante   | Totale Levante   | 110        | 25         |                 | 14              | 6               |                    |                    |                    |             |             |             | 124    | 31     |
| 2014-2015       | Torres           | Serie A          | 0          | 0          | CI              | 0               | 0               | UWCL               | -                  | -                  | -           | -           | -           | 0      | 0      |
| Totale carriera | Totale carriera  | Totale carriera  | 139        | 34         |                 | 16              | 6               |                    | ?                  | ?                  |             |             |             | 155    | 40     |